# Robert Florey
Pour les articles homonymes, voir Fuchs et Florey.
Robert Gustave Fuchs, dit Robert Florey (Paris 9e, 14 septembre 1900 – Santa Monica (Californie), 16 mai 1979), est un réalisateur, scénariste, acteur et producteur de cinéma franco-américain (naturalisé en 1926).
Robert Florey fait la plus grande partie de sa carrière à Hollywood.

## Biographie
Orphelin très jeune, Robert Florey est élevé en Suisse. À son retour à Paris, en 1920, il collabore notamment à plusieurs magazines de cinéma, dont Cinémagazine et La Cinématographie française. Alors qu’il est à Nice pour interviewer Louis Feuillade, celui-ci l’engage comme assistant et comme acteur sur L'Orpheline. Avec sa longue silhouette dégingandée et son éternel sourire, il apparaît dans vingt-cinq courts métrages de Feuillade.
Parti en 1921 à Hollywood comme envoyé spécial de Cinémagazine, il s’y installe et devient tour à tour gagman pour la Fox, directeur de la publicité pour le couple Douglas Fairbanks-Mary Pickford, ami intime et chargé de relations publiques de Rudolph Valentino et interviewer de toutes les grandes stars hollywoodiennes. Ses rencontres avec Fatty, Chaplin, Tom Mix, William Russell et bien d’autres lui fournissent la matière de nombreux articles qui deviennent ensuite des livres tels que Deux ans dans les studios américains (1924) et Charlie Chaplin: Ses débuts, ses films, ses aventures (1927).
En 1927, après avoir été l’assistant de King Vidor et de Josef von Sternberg à la MGM, Florey réalise ses premiers courts métrages dont le côté poétique et même surréaliste surprend comme dans (en) The Life and Death of 9413: a Hollywood Extra (1928) sur un figurant rêvant d’être une vedette mais qui ne sera qu’un matricule à Hollywood et au ciel.
Engagé ensuite par Paramount Pictures, il est envoyé aux Studios de Long Island pour réaliser les premiers essais parlants et chantants des stars de la compagnie.
Dans la foulée, il réalise le moyen métrage Night Club, avec Fanny Brice, premier film parlant de la Paramount, puis reçoit la « mission impossible » de diriger les Marx Brothers dans leur premier film Noix de coco (1929). Ces fantaisistes iconoclastes apprécient ce jeune réalisateur français de tout juste vingt-neuf ans, curieux, inventif, et à l’humour malicieux.
Fin 1929, Robert retrouve la France pour tourner notamment L'amour chante avec Florelle et Fernand Gravey ; puis Le Blanc et le Noir avec Raimu, adaptée d’une pièce de Sacha Guitry qui n’aurait pas été montrable aux États-Unis aux lois encore ségrégationnistes.
Revenu à Hollywood et désireux de mettre en scène un film d’horreur, Robert Florey travaille à l’adaptation de Frankenstein de Mary Shelley qu’il devait réaliser mais la réalisation est finalement confiée à James Whale. À titre de consolation, Universal Pictures demande à Florey d’adapter à l’écran une nouvelle d'Edgar Allan Poe, Double assassinat dans la rue Morgue, avec Béla Lugosi. Avec l’aide du chef opérateur Karl Freund il a élaboré des décors représentant le Paris du XIXe siècle s’inspirant des films expressionnistes allemands.
Pour beaucoup d’historiens du cinéma, comme (en) William K. Everson (en), les meilleures réussites de Florey sont les films à petit budget qu’il a tournés pour Paramount Pictures à la fin des années 1930, comme Hollywood Boulevard (1936), L'Homme qui terrorisait New York (1937), et Dangerous to Know (1938). Ces films sont remarquables par leur rythme rapide, leur ton cynique et l’usage d’éclairage et d’angles de caméra semi-expressionnistes. Il tourne aussi trois films arec Anna May Wong, dont le thriller La Fille de Shangaï (Daughter of Shanghai).
Jusqu’en 1950, Robert Florey inscrit à sa filmographie particulièrement variée près de soixante titres, parmi lesquels, notamment, la comédie douce-amère Ex-Lady (1932) avec Bette Davis, deux classiques de l’horreur avec Peter Lorre : Le Visage derrière le masque (The Face Behind the Mask) (1941) et La Bête aux cinq doigts (1946), et un « Tarzan », Tarzan et les Sirènes (1948). Il tourne des comédies musicales, des films « exotiques » comme Le Chant du désert (1943) avec Victor Francen et Marcel Dalio, ou Légion étrangère (1948) avec Vincent Price servant en Indochine.
En 1946, Florey participe de façon très active à l’écriture, à la préparation et au tournage de Monsieur Verdoux, de Charlie Chaplin. En 1949, il réalise l'excellent film noir Le passé se venge (The Crooked Way) avec John Payne et Ellen Drew.
À partir des années 1950, Robert Florey se tourne vers la télévision. On lui attribue trois cents réalisations. Il filme notamment le Loretta Young Show, L’Histoire de Doreen Maney (1960) du feuilleton Les Incorruptibles avec Robert Stack. Il fait un dernier épisode de Au-delà du réel en 1963.
Puis il se consacre à l’écriture de ses souvenirs : La Lanterne magique (1966) et Hollywood année zéro (1972).
Robert Florey meurt des suites d’un cancer dans sa soixante-dix neuvième année, le 16 mai 1979, à Santa Monica, tout près d'Hollywood.
En introduction à sa séance du dimanche 5 novembre 2017, en préalable à la projection du film Danger Signal tourné aux États-Unis, Patrick Brion créateur et présentateur du Cinéma de minuit a - fait rare dans cette émission - déploré l'impossibilité pour des questions de droits, de diffuser à la télévision la quasi-totalité des films de Robert Florey tournés en France.
En 1939, Robert Florey a épousé l’actrice figurante Virginia Dabney (1907-2000), originaire d'Atlanta.

## Filmographie

### Comme réalisateur

#### Cinéma
- 1927 : Johann the Coffinmaker
- 1927 : The Love of Zero
- 1927 : One Hour of Love (en)
- 1927 : The Romantic Age
- 1927 : Face Value (en)
- 1928 : Hello New York!
- 1928 : The Life and Death of 9413: a Hollywood Extra
- 1929 : Skyscraper Symphony (en)
- 1929 : Pusher-in-the-Face (en)
- 1929 : Le Trou dans le mur (The Hole in the Wall)
- 1929 : Noix de coco (The Cocoanuts)
- 1929 : Night Club
- 1929 : The Battle of Paris
- 1930 : La route est belle
- 1930 : El Amor solfeando (en)
- 1930 : L'amour chante
- 1931 : Le Blanc et le Noir
- 1932 : 50-50
- 1932 : Double Assassinat dans la rue Morgue (Murders in the Rue Morgue)
- 1932 : The Man Called Back (en)
- 1932 : Those We Love (en)
- 1933 : Girl Missing (en)
- 1933 : Ex-Lady
- 1933 : Sa douce maison (The House on 56th Street)
- 1934 : Bedside
- 1934 : L'Ombre du passé (Registered Nurse)
- 1934 : Smarty
- 1934 : I Am a Thief (en)
- 1934 : I Sell Anything (en)
- 1935 : La Dame en rouge (The Woman in Red)
- 1935 : The Florentine Dagger
- 1935 : Casino de Paris (Go Into Your Dance)
- 1935 : Ne pariez pas sur les blondes (Don't Bet on Blondes)
- 1935 : Going Highbrow
- 1935 : The Payoff (en)
- 1935 : Ship Cafe (en)
- 1936 : L'Homme sans visage (Preview Murder Mystery)
- 1936 : L'Espionne Elsa (Till We Meet Again)
- 1936 : Hollywood Boulevard
- 1937 : Le Paria (en) (Outcast)
- 1937 : L'Homme qui terrorisait New York (King of Gamblers)
- 1937 : Mountain Music (en)
- 1937 : This Way Please
- 1937 : La Fille de Shanghai (Daughter of Shanghai)
- 1938 : Dangerous to Know
- 1938 : L'Évadé d'Alcatraz (King of Alcatraz)
- 1939 : Disbarred (en)
- 1939 : Hôtel Imperial (it) (Hotel Imperial)
- 1939 : The Magnificent Fraud (en)
- 1939 : Death of a Champion (en)
- 1940 : Women Without Names (en)
- 1940 : Parole Fixer (en)
- 1941 : Le Visage derrière le masque (The Face Behind the Mask)
- 1941 : Meet Boston Blackie (en)
- 1941 : Two in a Taxi (en)
- 1941 : Dangerously They Live (en)
- 1942 : Lady Gangster (en)
- 1943 : Le Chant du désert (The Desert Song)
- 1944 : Roger Touhy, Gangster (en) :
- 1944 : Man from Frisco (en)
- 1945 : Bombes sur Hong-Kong (God is my Co-Pilot)
- 1945 : Danger Signal
- 1945 : San Antonio
- 1946 : La Bête aux cinq doigts (The Beast with Five Fingers)
- 1948 : Tarzan et les Sirènes
- 1948 : Légion étrangère (Rogues' Regiment)
- 1949 : La Dernière Charge (Outpost in Morocco)
- 1949 : Le passé se venge (The Crooked Way)
- 1950 : The Vicious Years (en)
- 1950 : Johnny One-Eye (en)
- 1951 : Operation Wonderland
- 1951 : La Taverne de la Nouvelle-Orléans (Adventures of Captain Fabian)

#### Télévision
- 1950 : One Hour in Wonderland
- 1953 : Letter to Loretta (en) (série télévisée)
- 1960 : The Barbara Stanwyck Show (en) (série télévisée)
- 1960 : La Fièvre du jeu (The Fever), épisode no 17 de la série télévisée La Quatrième dimension
- 1964 : The Outer Limits : Moonstone (série télévisée)

### Comme scénariste
- 1928 : The Life and Death of 9413, a Hollywood Extra : Casting Director
- 1929 : Skyscraper Symphony (en)
- 1930 : Komm' zu mir zum Rendezvous (en) de Carl Boese
- 1930 : El Amor solfeando (en)
- 1930 : L'amour chante
- 1931 : Frankenstein
- 1932 : Double Assassinat dans la rue Morgue (Murders in the Rue Morgue)
- 1932 : The Man Called Back (en)
- 1933 : A Study in Scarlet
- 1948 : Les Aventures de Don Juan (Adventures of Don Juan)

### Comme acteur
- 1921 : L'Orpheline : un Apache
- 1921 : Saturnin ou le bon allumeur : un gazier
- 1921 : Parisette
- 1922 : Robin des Bois (film, 1922) (Robin Hood) : Taxpaying peasant

### Comme producteur
- 1928 : The Life and Death of 9413: a Hollywood Extra

## Publications
- Filmland, Paris, 1923
- Deux ans dans les studios américains, Paris, 1924 ; édition révisée, 1984.
- Douglas Fairbanks, sa vie, ses films, ses aventures, Paris, 1926.
- Pola Negri, Paris, 1926.
- Adolphe Menjou (avec André Tinchant), Paris, 1927.
- Charlie Chaplin, Paris, 1927.
- Ivan Mosjoukine (avec Jean Arnoy), Paris, 1927.
- Hollywood d'hier et d'aujourd'hui, Paris, 1948.
- Monsieur Chaplin ou le Rire dans la nuit (avec Maurice Bessy), Paris, 1952.
- La Lanterne magique, Lausanne, 1966.
- Hollywood années zéro. La Préhistoire, l'invention, les pionniers, naissance des mythes, Paris, 1972.
- Hollywood Village : naissance des studios de Californie, Paris, 1986.

## Distinctions
- Chevalier de la Légion d'honneur 1950,